# Malleval-en-Vercors
Malleval-en-Vercors este o comună în departamentul Isère din sud-estul Franței. În 2009 avea o populație de 1.959 de locuitori.

## Evoluția populației
| An        | 1975 | 1982 | 1990 | 1999  | 2006  | 2009  |
| --------- | ---- | ---- | ---- | ----- | ----- | ----- |
| Populație | 488  | 709  | 936  | 1.464 | 1.867 | 1.959 |